# Jean Rouppert
Jean Rouppert (1887-1979) fue un dibujante, pintor y escultor francés.

## Datos biográficos
Nacido el 11 de agosto de 1887 en Custines, cerca de Nancy en Meurthe-et-Moselle, Jean François Rouppert fue hijo de Johann Rouppert, laminador, y de Marie Clémence Kieffer. Vivió en Lorraine hasta 1924, posteriormente en la región Rhône-Alpes, junto a Lyon y, a partir de 1932, en Roanne.
Entre 1913 y 1924, fue empleado como decorador, después diseñados artístico en el establecimiento de Emile Gallé en Nancy. Como autodidacta, fue evidentemente marcado por su formación con Gallé; se le encuadra dentro de los artistas dedicados a las artes decorativas.
Por otra parte, marcado por la guerra de 1914 – 1918, que padeció en su totalidad como soldado, efectuó numerosos dibujos en tinta negra, que constituyen una crítica sin concesiones a la guerra.
A partir de 1925, se independizó y abrió su propio taller en Lyon, posteriormente en Saint-Alban-les-Eaux en 1932.
Jean Rouppert se expresó esencialmente por el dibujo y la pintura a lo largo de su vida y se empleó en la talla en madera de forma particular a partir de 1934.
Las temáticas abordadas son numerosas. Las principales son las caricaturas y las cabezas de expresión, la Gran Guerra, el paisaje naturalista o imaginario y los motivos animalistas. También dibujó ilustraciones literarias o históricas, de los personajes mitológicos, legendarios o religiosos, las figuras populares y los motivos del art déco.
De originen lorenés, Jean Rouppert estuvo marcado por el arte alemán y de Lorena de los siglos XVI y XVII (Durero, Callot) que aportaron rigor y meticulosidad en sus formas. La influencia de Gallé y de forma generalizada del Art nouveau y del japonismo apareció en sus obras, tanto en sus dibujos con plumilla, sus acuarelas y sus guaches como en sus esculturas.
Jean Rouppert expuso sus obras en los museos y galerías y también en el Salón leonés de bellas Artes y en el Salón de los Amigos de las Artes en Roanne de los años 1930, 1940 y 1950.
Falleció a los 91 años, el 25 de agosto de 1979, un año después que su esposa.
Las exposiciones retrospectivas le fueron dedicadas a partir de 1996 en varios Museos de Francia.